# Epicratinus
Genre
Epicratinus est un genre d'araignées aranéomorphes de la famille des Zodariidae.

## Distribution
Les espèces de ce genre se rencontrent au Brésil, au Guyana et en Bolivie.

## Liste des espèces
Selon World Spider Catalog (version 25.0, 09/04/2024) :
- Epicratinus amazonicus Jocqué & Baert, 2005
- Epicratinus anakin Gonçalves & Brescovit, 2020
- Epicratinus arlequina Gonçalves & Brescovit, 2024
- Epicratinus baraka Gonçalves & Brescovit, 2024
- Epicratinus dookan Gonçalves & Brescovit, 2020
- Epicratinus ehonda Gonçalves & Brescovit, 2020
- Epicratinus leia Gonçalves & Brescovit, 2024
- Epicratinus luke Gonçalves & Brescovit, 2024
- Epicratinus maozinha Gonçalves & Brescovit, 2024
- Epicratinus mauru Gonçalves & Brescovit, 2020
- Epicratinus omegarugal Gonçalves & Brescovit, 2020
- Epicratinus pegasus Gonçalves & Brescovit, 2020
- Epicratinus perfidus (Jocqué & Baert, 2002)
- Epicratinus petropolitanus (Mello-Leitão, 1922)
- Epicratinus pikachu Gonçalves & Brescovit, 2020
- Epicratinus pugionifer Jocqué & Baert, 2005
- Epicratinus raiden Gonçalves & Brescovit, 2024
- Epicratinus smeagol Gonçalves & Brescovit, 2024
- Epicratinus stitch Gonçalves & Brescovit, 2020
- Epicratinus takutu Jocqué & Baert, 2005
- Epicratinus temuerai Gonçalves & Brescovit, 2024
- Epicratinus vader Gonçalves & Brescovit, 2020
- Epicratinus yoda Gonçalves & Brescovit, 2024
- Epicratinus zangief Gonçalves & Brescovit, 2020
- Epicratinus zelda Gonçalves & Brescovit, 2020

## Systématique et taxinomie
Ce genre a été décrit par Jocqué et Baehr en 2005 dans les Zodariidae.

## Publication originale
- Jocqué & Baehr, 2005 : « Two new neotropical genera of the spider family Zodariidae (Araneae). » Bulletin de l'Institut royal des Sciences naturelles de Belgique, Entomologie, vol. 75, p. 119-133.